# Faouzi Selou
Faouzi al-Selou (en arabe : فوزي السلو / Fawzī as-Silū), né en 1905 et mort en 1972, est un militaire et homme d'État syrien qui fut président de la Syrie et exerça ses fonctions du 3 décembre 1951 au 11 juillet 1953.

## Biographie
Faouzi Selou suit ses études à l'école militaire de Homs, à l'issue desquelles il rejoint les forces spéciales française, formées en Syrie lorsque la France imposa son mandat dans le pays en juillet 1920.
Sa carrière militaire est alors une réussite, et il devient en 1946 le directeur de l'école militaire de Homs.
Il participe à la guerre israélo-arabe de 1948, où il devient très proche du général Housni al-Zaïm, futur président.
Lorsque Zaim accède au pouvoir en 1949, Selou devient attaché militaire aux négociations de paix syro-israélienne. Il est le principal architecte du cessez-le-feu qui a été signé en juillet 1949.
Selou, qui était soutenu par Zaim, voulait un règlement complet du conflit avec Israël, il voulait trouver un accord avec les Israéliens sur les frontières, les réfugiés palestiniens et l'établissement d'une ambassade syrienne à Tel-Aviv.
Mais le président Zaim est victime d'un coup d'État mené par Sami al-Hinnawi, il est emprisonné puis exécuté. Les représentants de la société civile peuvent de nouveau accéder au pouvoir, dont le chef nationaliste Hachem al-Atassi. Atassi accepte l'armistice avec Israël, mais refuse de signer un traité de paix avec ce pays.
Avec le coup d'État d'Adib Chichakli, Selou devient chef de l'État. 
Chichakli voulait qu'Atassi reste président de la République, mais sa volonté d'imposer Selou comme ministre de la Défense déplaît à[réf. nécessaire] Atassi qui prend la décision de démissionner de son poste et Adib al-Chichakli devient président du Conseil militaire suprême.
Le général Chichakli prend donc la décision de nommer Faouzi Selou chef de l'État, président du Conseil des ministres et ministre de la Défense,. Mais tous les pouvoirs sont en réalité entre les mains de Chichakli.
Ensemble, les deux hommes mettent sur pied un État policier en supprimant toute opposition. Sous la direction de Chichakli, Selou a amélioré les relations entre son pays et la Jordanie, en ouvrant la première ambassade syrienne à Amman. Il a également essayé d'entretenir de meilleures relations diplomatiques avec l'Égypte, l'Arabie saoudite et le Liban.
Le 11 juillet 1953, Chichakli est élu président de la République. Selou part alors pour l'Arabie saoudite où il devient un des principaux conseillers du roi Saoud, puis du roi Fayçal.
Quand Chichakli est renversé en février 1954, le tribunal militaire de Damas charge Selou de corruption, abus de pouvoir, et de modification illégale de la constitution. Il est condamné à mort par contumace.